# 哈坎·雷茨貝爾
哈坎·雷茨貝爾（土耳其語：Hakan Reçber，1999年8月17日—），土耳其跆拳道運動員，2020年代表土耳其隊參加了日本舉行的夏季奧林匹克運動會，並且在男子68公斤級比賽上獲得銅牌。